# Andrea Maurer (Journalistin)

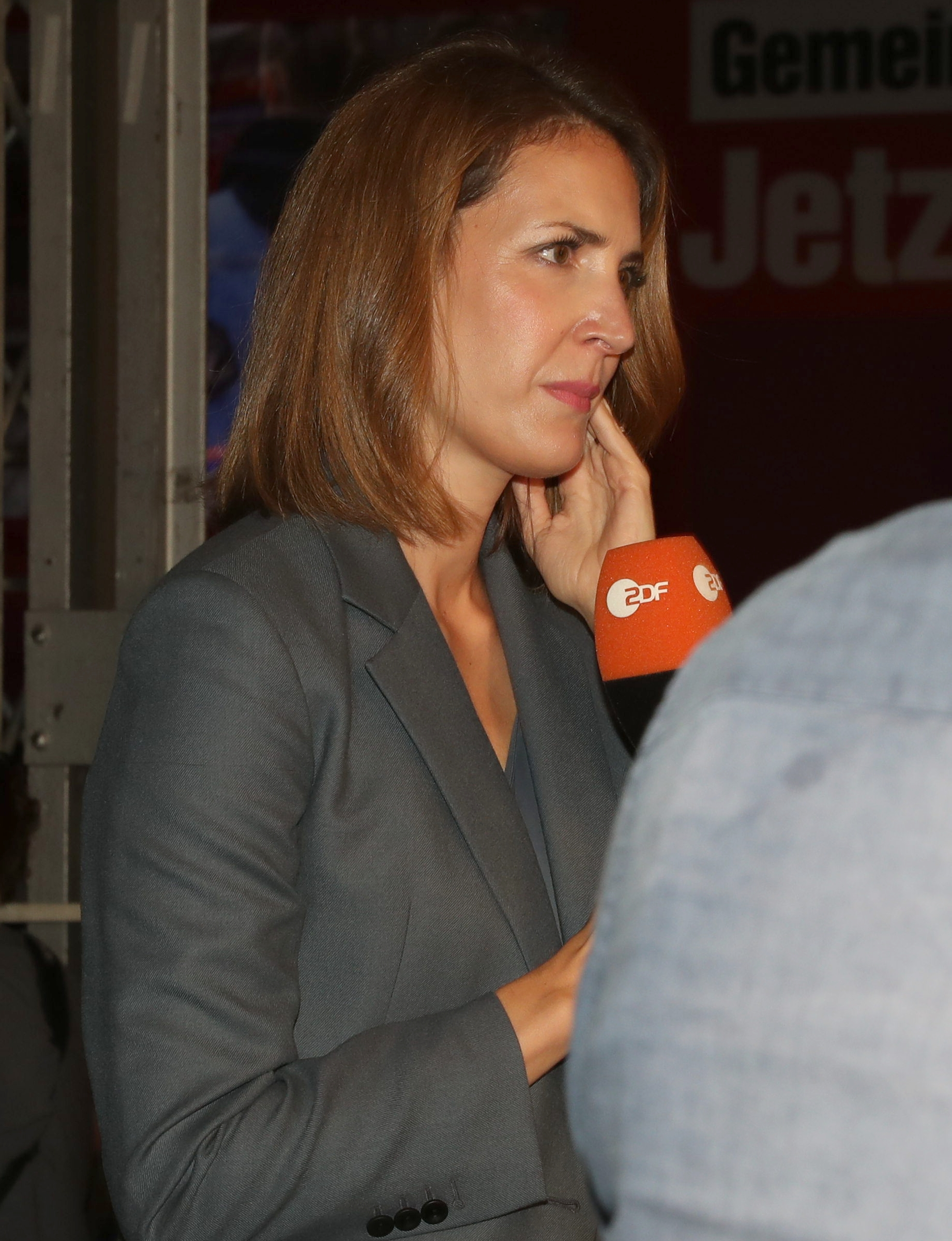
Andrea Maurer, 2021

Andrea Maurer (* 10. Februar 1982 in Saarbrücken) ist eine deutsche Fernsehjournalistin und Moderatorin.

## Leben und Wirken
Andrea Maurer wuchs im Saarland auf. Sie studierte von 2001 bis 2008 Germanistik, Romanistik und Geschichte an der FU Berlin. Ein Jahr davon verbrachte sie an der Universität Aix-Marseille. Bereits während des Studiums arbeitete sie freiberuflich für die Redaktion Arte Cinema in Strassburg, ab 2008 auch für die Saarbrücker Zeitung.
Von 2008 bis 2009 absolvierte Maurer beim ZDF eine journalistische Ausbildung. Anschließend wurde sie Fernsehautorin und Redakteurin bei der Magazinsendung Kulturzeit (ZDF/3sat), wofür sie bis 2012 tätig war. Ab 2010 arbeitet sie zusätzlich als Reporterin und Redakteurin für das ZDF-Morgenmagazin. Zwischen Januar 2012 und Dezember 2013 moderierte Maurer auch die Sendung zwischen 5:30 und 7 Uhr.
Ab 2013 arbeitete sie zudem als Fernsehautorin für die Kultursendung aspekte. Im September 2020 wechselte Maurer als politische Korrespondentin ins ZDF-Hauptstadtstudio. Ihre inhaltlichen Schwerpunkte sind: Verteidigungs- und Sicherheitspolitik, Innenpolitik und Entwicklungshilfe.
Seit dem 18. Februar 2024 moderiert Maurer bei der Sendung Berlin direkt. Nach dem ersten Moderationstag löst sie in der Öffentlichkeit Entrüstung aus, da sie insinuierte, dass der deutsche Atomausstieg die Wirtschaft schwäche.
Maurer ist Alumna der Studienstiftung des deutschen Volkes und war 2015 Stipendiatin des Arthur F. Burns Fellowships.

## Schriften
- Wut und Widerspruch. Wie Sahra Wagenknechts riskanter Kampf um Macht die Republik erschüttert: ein Bericht. Droemer Knaur, München 2025, ISBN 978-3-426-56319-9.